# 과거를 묻지 마세요 (2008년 영화)
《과거를 묻지 마세요》는 2008년 5월 17일부터 6월 8일까지 편성된 OCN TV무비 시리즈이며 김원희 등이 주연으로 출연하였고 오민호 등이 제작에 참여하였으며 2007년 6월부터 촬영을 시작하여 6개월 동안 100% 사전제작됐고 원래 지상파 편성을 목표로 했으나 제작사와 지상파의 편성 조율에 난항을 겪다가 OCN에서 2008년 5월 17일부터 주말 낮 12시에 간신히 편성될 수 있었다.
상황이 이렇다 보니 해당 작품 남자 배우 중의 하나인 박재정은 2008년 5월 5일 시작된 KBS 1TV 일일극 《너는 내 운명》과 본의 아니게 겹치기 출연을 해야 했으며 김원희는 해당 작품 이후 MC로만 활동 중이다.

## 출연

### 주연
- 김원희
- 김승수
- 김유미
- 정유석

### 조연
- 김재만
- 박재정
- 조진웅
- 정준
- 김갑수
- 송옥숙
- 이일재
- 이현경
- 임형준
- 김현철
- 이병준
- 이재훈

## 기타
- 손은서

- 프로듀서: 김진환
- 조명: 김근수
- 조명: 최종근
- 녹음: 성경환
- 미술: 장민석